# Ein langer Ritt nach Eden
Ein langer Ritt nach Eden ist ein in Deutschland produzierter Sexfilm mit Westernelementen, der am 2. August 1974 erstmals in den Kinos gezeigt wurde.

## Handlung
Zwei Fremde kommen im Örtchen Cripple an, wo zwei Quäkerpärchen unter armseligsten Bedingungen – Wassersuppe und Brot sind meist einzige Nahrungsmittel – leben. Sie beschließen, hier auf andere Banditen zu warten. Dabei terrorisieren sie die Familien und beuten die Frauen, die ihre fleischlichen Gelüste erwachen lassen, auch weil sie freizügig mit ihrem Körper umgehen, sexuell aus. Rachel wird gar bald von ihnen erschossen.

## Kritik
Ronald M. Hahn sah „eine erbärmlich gespielte, jämmerlich inszenierte Mixtur aus Western und Zotensex“. Auch das Lexikon des internationalen Films urteilte ähnlich negativ: „Blutrünstiger, hölzern gefertigter und gespielter Pseudowestern mit ordinären Dialogen und Sexeinlagen. Ein in allen Belangen armseliger Film.“

## Bemerkungen
Der Film wurde bereits 1971 gedreht. Im Kelter Verlag, Hamburg, erschien das Buch zum Film unter dem Pseudonym Hendels als Teil der „Western“-Groschenheftserie, Band 594.